# Melvyn Douglas
Melvyn Douglas (Macon, Geórgia, 5 de abril de 1901 — Nova Iorque, 4 de agosto de 1981) foi um ator norte-americano.
Filho de um pianista e compositor de renome, foi o próprio pai que o levou para a carreira artística. Teve seu apogeu nas décadas de 30 e 40 e seu primeiro filme foi Tonight or Never com Gloria Swanson. Fez mais de 100 filmes, principalmente comédias.
Filmou ao lado das atrizes mais famosas de todos os tempos, como Greta Garbo, em As You Desire Me (1932), Ninotchka (1939) e Two-Faced Woman (1941); Claudette Colbert, em She Married Her Boss (1935), Joan Crawford, em A Woman's Face (1941) e They All Kissed the Bride (1942); Marlene Dietrich, em Angel (1937); Barbara Stanwyck, em Annie Oakley (1935); Rosalind Russell, em This Thing Called Love (1940) e The Guilt of Janet Ames (1947); Sylvia Sidney, em Mary Burns, Fugitive (1935); Maureen O'Hara, em A Woman's Secret (1949); Irene Dunne em Theodora Goes Wild (1936); e Katharine Hepburn, em The Sea of Grass (1947), entre outras. Participou também de Meu Pai, um Estranho, com Gene Hackman.
Por duas vezes ganhou o Óscar de melhor ator (coadjuvante/secundário). A primeira vez foi em 1964, com o filme Hud (1963), que no Brasil se chamou O indomado e, em 1980, a premiação chegou com Being There (1979), em que atuou ao lado de Peter Sellers e Shirley McLaine, e que no Brasil recebeu o título de Muito Além do Jardim.